# Ilyushin Il-38
Ilyushin Il-38 (Tên ký hiệu của NATO: May) là một máy bay tuần tra trên biển và chống tàu ngầm. Il-38 được phát triển từ máy bay vận tải động cơ phản lực cánh quạt Ilyushin Il-18.

## Thiết kế và phát triển
Những chiếc máy bay phản lực cánh quạt dân dụng llyushin Il-18 đã đóng một vai trò quan trọng trong việc phát triển dịch vụ hàng không của Liên Xô trong thập niên 1960 và 1970, và Il-18 cũng đã hoạt động với các vai trò đa dạng trong quân đội, từ vận tải đến sở chỉ huy trên không, tình báo điện tử, chống tàu ngầm và tuần tra trên biển. 

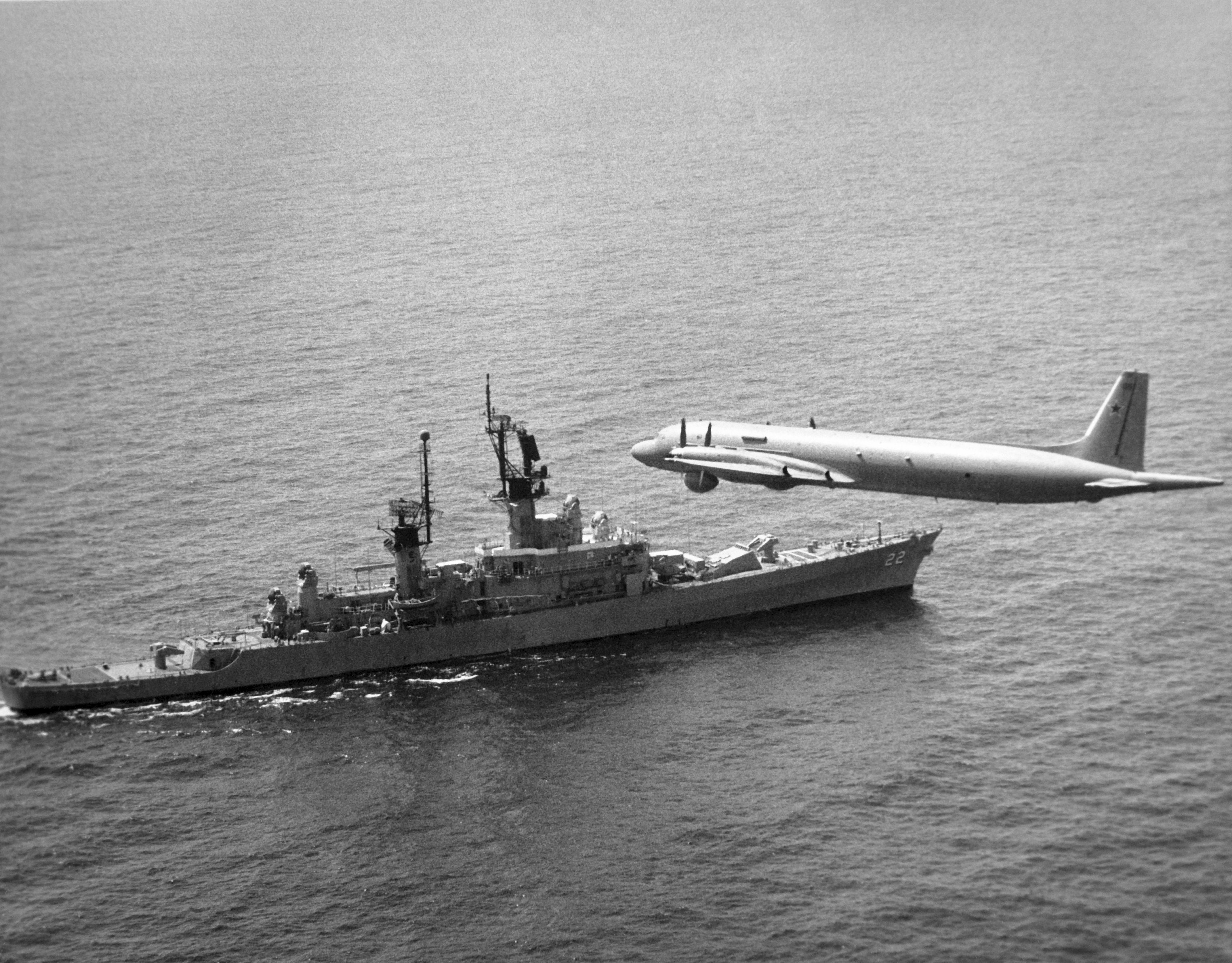
Il-38 bay gần tàu tên lửa USS ENGLAND (CG 22).

Mẫu máy bay phỏng theo Il-18 hoạt động trong quân đội nổi tiếng nhất là loại Il-38 May với vai trò tuần tra trên biển/ASW. Il-38 bay lần đầu vào năm 1967 và khoảng 36 chiếc đã hoạt động trong không quân hải quân Xô viết, trong khi 5 chiếc khác được bán cho Ấn Độ vào năm 1975. Những đặc điểm chi tiết của Il-38 bị hạn chế, nhưng khung máy bay đã được làm dài ra 4 m so với Il-18 và cánh được dịch về phía trước. Đuôi chứa một MAD, trong khi dưới thân máy bay phía trước có một radar tìm kiếm (tên gọi của NATO là 'Wet Eye') được bố trí trong một bộ phận nhô ra. Có hai khoang vũ khí bên trong, 1 phía trước và 1 sau cánh.
Những chiếc Il-38 của Hải quân Ấn Độ đã được gửi trở lại Nga để nâng cấp. Chúng sẽ được sử dụng bộ hệ thống điện tử hàng không Sea Dragon mới. 3 máy bay đã được chuyển trở lại cho Hải quân Ấn Độ. Phiên bản mới có tên gọi là Il-38 SD.
Có những báo cáo về những cố gắn để trang bị thêm cho Il-38 khả năng mang tên lửa Brahmos do Ấn Độ-Nga hợp tác sản xuất. Những mô hình được trưng bày với những thiết bị phóng tên lửa Brahmos đặt dưới các giá treo ở cánh, chúng sơn cờ của hải quân Ấn Độ.

## Các quốc gia sử dụng
Ấn Độ
- Hải quân Ấn Độ

 Nga
- Không quân Hải quân Nga

 Liên Xô
- Không quân Hải quân Xô viết

## Thông số kỹ thuật (Il-38)

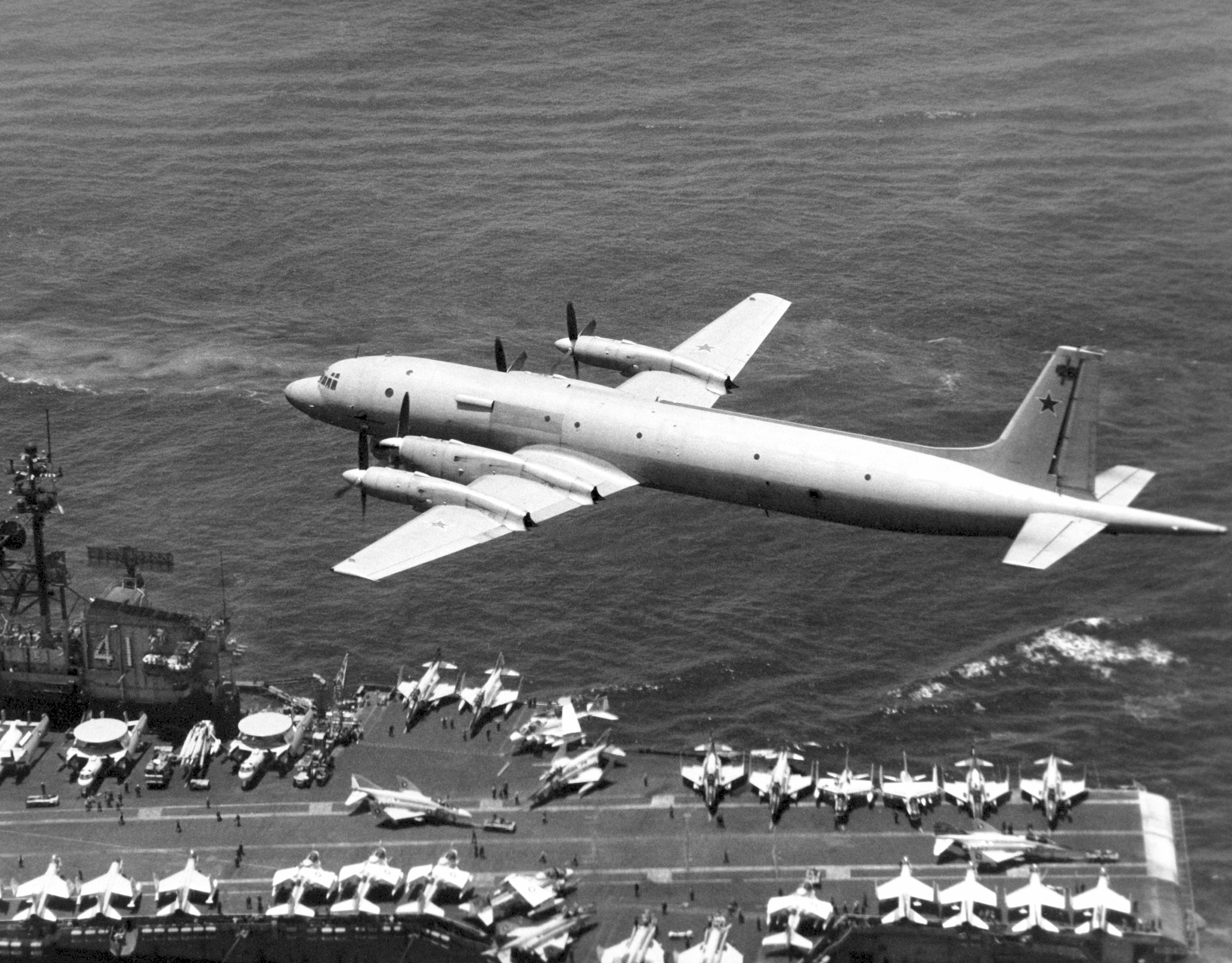
Il-38 bay trên tàu USS Midway (CV-41).

### Đặc điểm riêng
- Phi đoàn: 10
- Chiều dài: 39.60 m (129 ft 11 in)
- Sải cánh: 37.42 m (122 ft 9 in)
- Chiều cao: 10.16 m (33 ft 4 in)
- Diện tích cánh: 140 m² (1.506 ft²)
- Trọng lượng rỗng: 33.700 kg (74.140 lb)
- Trọng lượng cất cánh: n/a
- Trọng lượng cất cánh tối đa: 63.500 kg (139.700 lb)
- Động cơ: 4× Progress AI-20M, 3.170 kW (4.250 hp) mỗi chiếc

### Hiệu suất bay
- Vận tốc cực đại: 650 km/h (353 knots, 406 mph)
- Tầm bay: 9.500 km (5.130 nm, 5.937 mi)
- Trần bay: 10.000 m (32.800 ft)
- Vận tốc lên cao: 320 m/phút (1.050 ft/min)
- Lực nâng của cánh:
- Lực đẩy/trọng lượng:

### Vũ khí
- 5.000 kg (11.000 lb) vũ khí, bao gồm bom chống tàu ngầm, mìn, thủy lôi và bom

## Nội dung liên quan

### Máy bay có cùng sự phát triển
- Ilyushin Il-18

### Máy bay có tính năng tương đương
- P-3 Orion

### Trình tự thiết kế
- Il-28 - Il-30 - Il-32 - Il-38 - Il-40 - Il-42 - Il-46